# Crinoline and Romance
Crinoline and Romance er en amerikansk stumfilm fra 1923 af Harry Beaumont.

## Medvirkende
- Viola Dana som Miss Emmy Lou
- Claude Gillingwater som Col. Charles E. Cavanaugh
- John Bowers som Davis Jordan
- Allan Forrest som Augustus Biddle
- Betty Francisco som Kitty Biddle
- Mildred June som Birdie Bevans
- Lillian Lawrence som Mrs. Kate Wimbleton